# Dock (informatique)
Pour les articles homonymes, voir Dock.

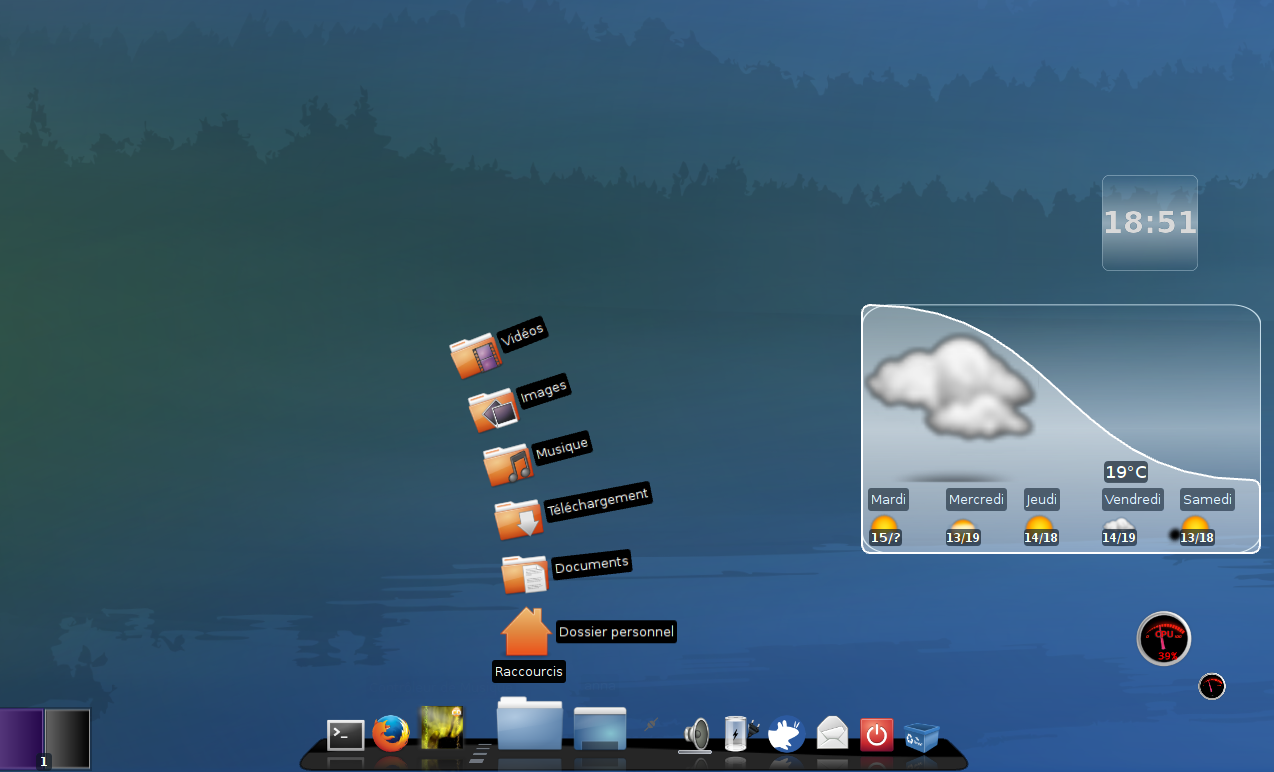
Exemple de dock (ici Cairo-Dock).

Le dock est une fonctionnalité d'interface graphique qui permet en général à l'utilisateur de lancer ses logiciels et de passer de l'un à l'autre. Les docks les plus connus sont ceux d'Android (pour les petits terminaux) et de Mac OS X (pour les ordinateurs), cependant, cette fonctionnalité est également disponible sur la plupart des autres systèmes d'exploitation. Le dock est le plus souvent situé en bas de l'écran et contient des raccourcis tels que les icônes des applications, dossiers ou fichiers favoris de l'utilisateur. Parfois, cette zone contient également la corbeille.
Ce concept du dock a été popularisé par NeXTSTEP, le système d'exploitation ayant notamment servi de base à Mac OS X. Toutefois, son origine remonte au système d'exploitation Arthur sorti en 1987 et ancêtre de RISC OS. Le dock s'appelait alors « Iconbar ». Les systèmes de fichiers montés et d'autres choses (comme l'imprimante) étaient iconifiés à gauche de l'Iconbar. La partie droite était, quant à elle, réservée aux applications en exécution. Des fichiers pouvaient être glissés-déplacés sur cette barre.
Le dock est plus communément appelé la « barre des tâches ».